# Donja Lupljanica
Donja Lupljanica (en serbe cyrillique : Доња Лупљаница) est un village de Bosnie-Herzégovine. Il est situé dans la municipalité de Derventa et dans la république serbe de Bosnie. Selon les premiers résultats du recensement bosnien de 2013, il compte 759 habitants.

## Démographie

### Évolution historique de la population dans la localité
| 1948 | 1953 | 1961  | 1971  | 1981  | 1991  | 2013 |
| ---- | ---- | ----- | ----- | ----- | ----- | ---- |
| -    | -    | 1 523 | 1 366 | 1 405 | 1 271 | 759  |

|  |